# 2009年の教育
2009年の教育（2009ねんのきょういく）では、2009年（平成21年）の教育分野に関する出来事について記述する。

## できごと

### 1月
- 1月14日 - 中央大学教授刺殺事件。東京都文京区の中央大学後楽園キャンパス内で、同大学理工学部電気電子情報通信工学科の高窪統教授が背中などを刺され、間もなく死亡が確認された。犯人は逃走 [1]。
- 1月16日 - 皇學館大学が2009年度一杯で名張キャンパス閉鎖を発表。
- 1月17日-18日 - 大学入試センター試験。
- 1月19日 - 不況の中、相次ぐ学生の採用内定取り消し問題への対応として、企業名公表制度スタート。採用内定取り消しにつき、特に悪質な企業の名称を公表するというもの [2][3]。

### 3月
- 3月3日 - イギリスのリバプール・ホープ大学、この日までに「ビートルズ学」の修士課程を設置。大学側は「おそらく世界初」としている [4][5][6][7][8]。
- 3月11日 - ヴィネンデン銃乱射事件。ドイツ南部シュトゥットガルト近郊のヴィネンデンにある実業中等学校で銃乱射事件が発生し、生徒ら15人死亡。犯人は学校の元生徒で、警官と銃撃戦の末、射殺された。事件はドイツ社会に衝撃を与え、メルケル首相は異例の記者会見を行った [9][10][11]。

### 4月
- 4月1日高松市立高松第一中学校が開校。
- 4月21日 -全国学力テストを実施
- 4月23日 -学校法人梅村学園が設置運営する三重県松阪市の三重中京大学と三重中京大学短期大学部の2010年度の募集を行わず、短期大学部を2011年3月、大学を2013年3月に廃校する事を山中光茂松阪市長に伝達

### 5月
- 5月18日 -新型インフルエンザ感染拡大の為兵庫県と大阪府の一部の私立校を除く殆どの保育園、幼稚園、学校で休校措置を決定。兵庫県は22日、大阪府は24日迄。

### 6月
- 6月4日 -大阪市が新型インフルエンザによる休校措置で不足した授業時間の補充の為、高校を除いた市立学校の夏休み期間を8月26日迄とし、実質3日間短縮すると発表。
- 6月18日 -近畿大学工業高等専門学校を設置・運営する近畿大学が遅くとも2015年3月までに熊野市からの撤退を発表。

### 9月
- 9月17日 - ドイツ南部のバイエルン州アンスバッハで、18歳の男子生徒が学校に乱入。火炎瓶を投げつけ、斧で切りつけるなどして、生徒や教師計9人に重軽傷を負わせた。男子生徒は日ごろ「おとなしい」と思われていたが、自分のノートパソコンには人類愛や学校への憎悪を書き残していた [12][13]。